# Hypnum shensianum
Hypnum shensianum là một loài Rêu trong họ Hypnaceae. Loài này được Ando mô tả khoa học đầu tiên năm 1966.